# Compsoptera jourdanaria

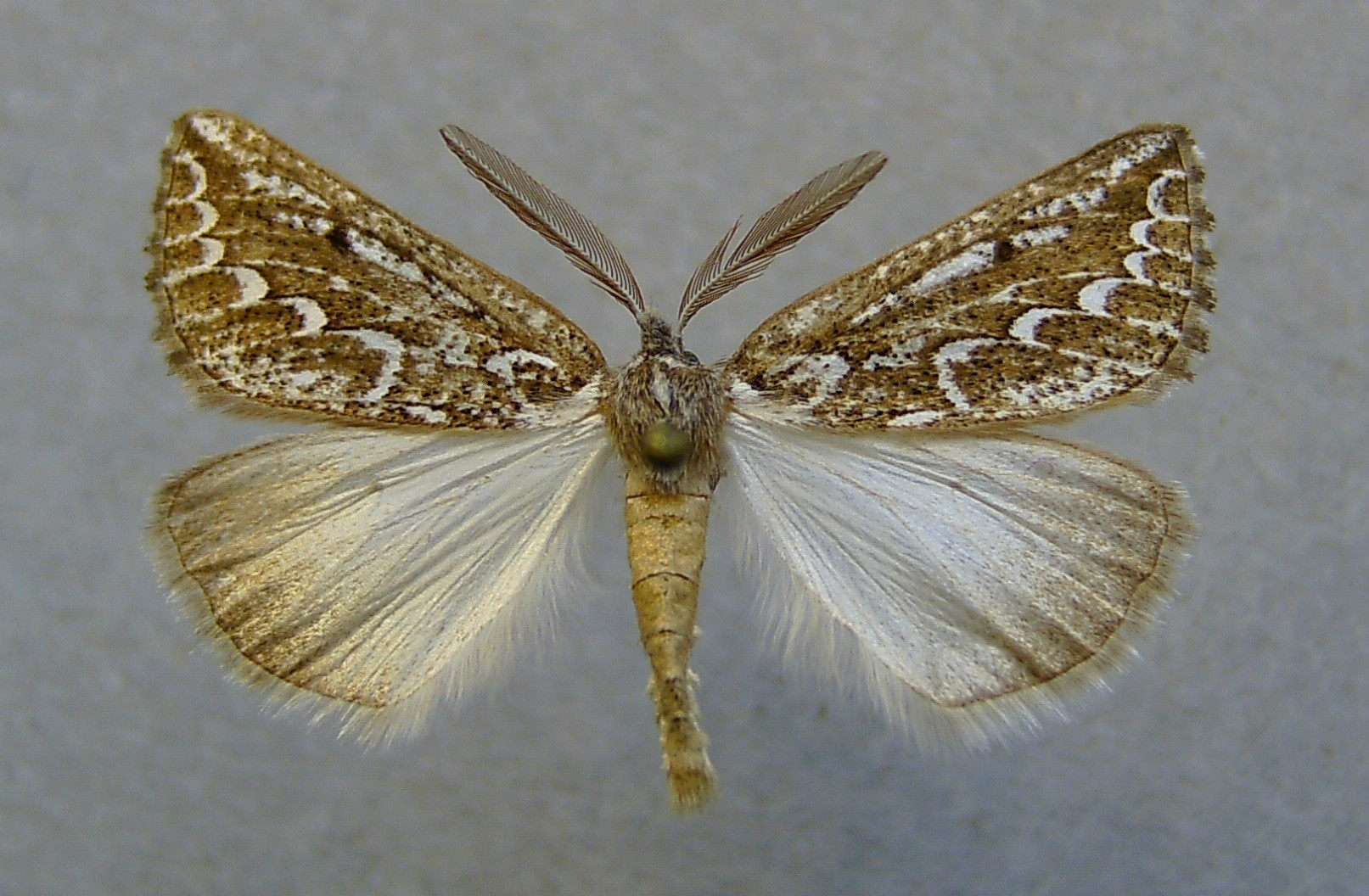
Männchen

Compsoptera jourdanaria ist ein Schmetterling (Nachtfalter) aus der Familie der Spanner (Geometridae).

## Merkmale

### Falter
Die Flügelspannweite der Falter beträgt 28 bis 36 Millimeter. Die Vorderflügeloberseite ist in der Grundfarbe hellbraun bis graubraun, zuweilen schwach rotbraun überstäubt. Arttypisch sind sechs weiße U-förmige Zeichnungselemente, die vom Apex ausgehen und in Richtung der Mitte des Innenrandes größer werden. Parallel zum Vorderrand befinden sich mehrere weiße Längsstriche, die auch durch einen kleinen schwarzen Diskoidalfleck verlaufen. Der Apex der Vorderflügel ist insbesondere bei den weiblichen Faltern spitz ausgebildet. Deren Flügel sind auch schmaler als diejenigen der Männchen. Die Hinterflügel sind zeichnungslos weißlich, am Rand nur wenig verdunkelt. Bei den Weibchen glänzen sie zumeist seidig weiß. Die Fühler der Männchen sind beidseitig gekämmt, diejenigen der Weibchen sind fadenförmig.

### Raupe
Erwachsene Raupen sind unscheinbar bräunlich gefärbt und wirken in gestreckter Haltung wie ein dürrer abgebrochener Ast.

## Verbreitung und Lebensraum
Die Nominatform Compsoptera jourdanaria jourdanaria kommt auf der Iberischen Halbinsel, im Südosten Frankreichs sowie in Algerien und Marokko vor. Auf Sardinien ist die Unterart Compsoptera jourdanaria anargyra heimisch. Die Art besiedelt bevorzugt warme Gras- und Gebüschlandschaften.

## Lebensweise
Die Falter fliegen in einer Generation und sind im September und Oktober anzutreffen. In Ruhestellung sitzen sie mit eng anliegenden, zuweilen leicht gekreuzten Flügeln. Sie besuchen nachts künstliche Lichtquellen. Die Weibchen legen die Eier in Spiegeln an dünnen Zweigen ab. Die Raupen leben im März und April. Sie ernähren sich hauptsächlich von den Blättern des Echten Thymians (Thymus vulgaris).